# Kurt von Ohlen und Adlerskron
Kurt von Ohlen und Adlerskron (* 25. April 1846 in Neustadt an der Prudnik; † 21. Oktober 1900 in Osseg, Kreis Grottkau) war ein deutscher Rittergutsbesitzer und Reichstagsabgeordneter.

## Leben
Kurt von Ohlen und Adlerskron entstammte dem Adelsgeschlecht Ohlen und Adlerskron und gehörte deren dritter Familienlinie an, rittermäßiger Adelsstand zu Wien am 4. Mai 1665. Es folgte der böhmische Ritterstand mit Wappenbestätigung 1672. Diese Familienlinie ist später ausgestorben. Seine Eltern waren der kgl. preuß. Leutnant a. D. Eugen von Ohlen und Adlerskron († 1852), Gutsherr in Görlitz bei Breslau, und Berta Lachmann († 1867). Kurt hatte Geschwister, der Bruder Maximilian erbst das Gut des Vaters und fiel 1870 als Leutnant. Die Schwester Helene heiratete den späteren Landrat und Rittmeister Erich Freiherr von dem Knesebeck-Milendonck auf Karwe in Nordbrandenburg.
Kurt von Ohlen und Adlerskron studierte von 1864 bis 1868 an der Rheinischen Friedrich-Wilhelms-Universität Rechtswissenschaften. 1866 wurde er Mitglied des Corps Borussia Bonn. Als Inaktiver wechselte er an die Friedrich-Wilhelms-Universität zu Berlin. 1868 wurde er an der Universität Jena zum Dr. iur. promoviert. Er verwaltete sein Gut auf Osseg bei Grottkau und war 1874–1879 Landrat im Kreis Grottkau. 1879–1882 war er Mitglied des Preußischen Abgeordnetenhauses. 1879–1881 vertrat er den Wahlkreis Breslau 4 (Namslau, Brieg) und die Liberale Vereinigung im Reichstag (Deutsches Kaiserreich). Im Juli 1879 hatte er eine Nachwahl für den ausgeschiedenen Abgeordneten Albert Nitschke gewonnen.
Kurt von Ohlen und Adlerskron starb unverheiratet.

## Genealogie
- Gothaisches Genealogisches Taschenbuch der Briefadeligen Häuser. 1909, 3. Jahrgang, Justus Perthes, Gotha Ende Oktober 1908, S. 570 f.